# Сафаровский сельсовет (Чишминский район)
Сафаровский сельсовет — муниципальное образование в Чишминском районе Башкортостана.
Согласно Закону о границах, статусе и административных центрах муниципальных образований в Республике Башкортостан имеет статус сельского поселения.

## Состав
с. Сафарово,
д. Карамалы,
д. Кушкуак,
д. Удряк,
д. Яшикей.

## Население
| 2002  | 2009  | 2010  | 2012  | 2013  | 2014  | 2015  |
| ----- | ----- | ----- | ----- | ----- | ----- | ----- |
| 1509  | ↗1607 | ↘1554 | ↘1539 | ↘1527 | ↘1471 | ↗1481 |
| 2016  | 2017  | 2018  |       |       |       |       |
| ↘1470 | ↘1458 | ↗1540 |       |       |       |       |